# Гребенюк Валерій Миколайович
Валерій Миколайович Гребенюк (12 липня 1967, м.Кремінна, Луганської області) — український дипломат. Керівник Головної служби зовнішньої політики Адміністрації Президента України (2005-2006). Надзвичайний і Повноважний Посол України у Південно Африканській Республіці  (2008—2014). Дипломатичний радник Служби безпеки України (з 2014).

## Біографія
Валерій Гребенюк народився в місті Кремінна на Луганщині. У 1993 закінчив з відзнакою Національний юридичний університет України ім. Ярослава Мудрого, м.Харків. У 1994 - Інститут Європейського права, Флоренція, Італія. З 1993 по 1994 - аспірант кафедри Міжнародного права Національної юридичної академії України ім.Ярослава Мудрого, м.Харків.
У 1997 році захистив дисертацію з міжнародного права в Інститут держави і права ім. В.М.Корецького Національної Академії Наук України.
З 1994 по 1996 — аташе, третій, другий секретар Договірно-правового управління МЗС України.
З 1996 по 1998 — Головний консультант Головного управління зовнішньої політики Адміністрації Президента України.
З 1998 по 2001 — Генеральний консул, радник Посольства України в США, Вашингтон.
З 2001 по 2002 — Заступник Керівника Головного управління зовнішньої політики Адміністрації Президента України.
З 2002 по 2003 — Начальник Консульсько-правового управління МЗС України.
З 2003 по 2005 — Генеральний консул України в Сан-Франциско, Каліфорнія, США.
З 2005 по 2006 — Керівник Головної служби зовнішньої політики Секретаріату Президента України, Радник Президента України з питань зовнішньої політики. З 2006 по 2008 — Перший заступник Керівника Головної служби зовнішньої політики Секретаріату Президента України.
У 1996—2023 роках представник України в юридичних комітетах Ради Європи.
Входив до складу багатьох делегацій України на переговорах з укладення міжнародних договорів України з іноземними державами та міжнародними організаціями. 
Член Українсько-американської міждержавної комісії (Л.Кучма-А.Гор).
З 17.03.2008 — 15.05.2014 — Надзвичайний і Повноважний Посол України в Південно-Африканській Республіці.
З 27.08.2009 — 15.05.2014 — Надзвичайний і Повноважний Посол України в Намібії за сумісництвом.
З 20.04.2010 — 15.05.2014 — Надзвичайний і Повноважний Посол України в Замбії за сумісництвом.
З 08.04.2011 — 15.05.2014 — Надзвичайний і Повноважний Посол України в Зімбабве за сумісництвом.
У вересні 2014 року призначений дипломатичним радником Служби безпеки України з питань міжнародно-правових аспектів діяльності спецслужби і координації роботи на дипломатичному напрямі.

Представник України в Європейському комітеті по боротьбі з тероризмом (CDCT).
У 2015-2019 - член української делегації, представник в політичній групі Тристоронньої контактної групи з врегулюванні ситуації на Сході України на переговорах в м.Мінськ.
Має Перший ранг державного службовця (2008);
дипломатичний ранг Надзвичайного і Повноважного Посланника першого класу (2007).

## Нагороди
Медаль М.К.Янгеля за видатні заслуги в галузі ракетобудування та світової космічної науки.
Відзнака почесний громадянин міста Лос-Анжелес, Каліфорнія, США, за визначні заслуги  у розвиток українсько-американських відносин (2005).
Відзнака губернатора Каліфорнії А.Шварцнегера за вагомий внесок в українсько-американське співробітництво.
- Посольство України в ПАР